# おとなの恋には嘘がある
『おとなの恋には嘘がある』（おとなのこいにはうそがある、Enough Said）は2013年のアメリカ合衆国のロマンティック・コメディ映画。
監督はニコール・ホロフセナー、出演はジュリア・ルイス＝ドレイファスとジェームズ・ガンドルフィーニなど。
主人公の相手役を演じたジェームズ・ガンドルフィーニは本作が公開される前の2013年6月に急死している。

## ストーリー
娘と2人暮らしのバツイチの中年女性エヴァが、あるパーティで出会った中年男性アルバートと惹かれ合うようになるものの、親友となったばかりの女性マリアンヌから散々悪口を聞かされていた元夫のダメ男がアルバートであると知ったことで戸惑う姿をユーモラスに描く。

## キャスト
※括弧内は日本語吹替
- エヴァ: ジュリア・ルイス＝ドレイファス（幸田夏穂） - バツイチのボディセラピスト（マッサージ師）。
- アルバート: ジェームズ・ガンドルフィーニ（中田譲治） - バツイチの巨漢。昔のテレビ番組に詳しい。
- サラ: トニ・コレット（引田有美） - エヴェの親友のセラピスト。部屋の模様替えが好き。
- マリアンヌ: キャサリン・キーナー（山像かおり） - 著名な詩人。アルバートの元妻。
- エレン: トレイシー・フェアラウェイ - エヴァとピーターの一人娘。
- クロエ: タヴィ・ゲヴィンソン - エレンの親友。エヴァの家に入り浸りで娘同然。
- ウィル: ベン・ファルコーン（小形満） - サラの夫。
- テス: イヴ・ヒューソン - アルバートとマリアンヌの一人娘。少々生意気。
- キャシー: アンジェラ・ジョンソン＝レイエス - サラの家の家政婦。
- デビー: エイミー・ランデッカー - クロエの母親。派手。
- ピーター: トビー・ハス - エヴァの元夫。
- ハル: クリス・スミス - エヴァの常連客の1人。気が利かない。
- フラン: キャスリーン・ローズ・パーキンス - ピーターの現在の妻。
- マーティン: レニー・ロフティン（外谷勝由） - エヴァの常連客の1人。口臭が強い。
- シンシア: ジェシカ・セント・クレア - エヴァの常連客の1人。マッサージ中も喋り続ける。
- ヒラリー: ミカエラ・ワトキンス - エヴァのジム仲間。マリアンヌをエヴァに紹介。
- ジェイソン: フィリップ・ブロック - ウィルの友人でアルバートとともにエヴァに紹介される。

## DVDリリース
日本版DVDが2014年9月3日に発売された（片面2層、字幕翻訳は古賀香菜子、吹替翻訳は中村久世）。

## 作品の評価

### 映画批評家によるレビュー
Rotten Tomatoesによれば、批評家の一致した見解は「皮肉たっぷりでチャーミング、非のうちのどころのない演技、そして最後にはかなりほろ苦い『おとなの恋には嘘がある』は、可能な限りの最高の形の大人の映画である。」であり、191件の評論のうち高評価は95%にあたる182件で、平均点は10点満点中7.70点となっている。
Metacriticによれば、44件の評論のうち、高評価は36件、賛否混在は7件、低評価は1件で、平均点は100点満点中78点となっている。

### 受賞歴
| 映画祭・賞                       | 部門                                    | 候補                           | 結果       |
| -------------------------------- | --------------------------------------- | ------------------------------ | ---------- |
| ゴールデングローブ賞             | 主演女優賞 (ミュージカル・コメディ部門) | ジュリア・ルイス＝ドレイファス | ノミネート |
| ボストン映画批評家協会賞         | 助演男優賞                              | ジェームズ・ガンドルフィーニ   | 受賞       |
| ボストン映画批評家協会賞         | 脚本賞                                  | ニコール・ホロフセナー         | 受賞       |
| インディペンデント・スピリット賞 | 助演男優賞                              | ジェームズ・ガンドルフィーニ   | ノミネート |
| インディペンデント・スピリット賞 | 脚本賞                                  | ニコール・ホロフセナー         | ノミネート |
| シカゴ映画批評家協会賞           | 助演男優賞                              | ジェームズ・ガンドルフィーニ   | ノミネート |
| 全米映画俳優組合賞               | 助演男優賞                              | ジェームズ・ガンドルフィーニ   | ノミネート |
| クリティクス・チョイス・アワード | 助演男優賞                              | ジェームズ・ガンドルフィーニ   | ノミネート |
| クリティクス・チョイス・アワード | コメディ賞                              |                                | ノミネート |
| クリティクス・チョイス・アワード | コメディ男優賞                          | ジェームズ・ガンドルフィーニ   | ノミネート |
| クリティクス・チョイス・アワード | コメディ女優賞                          | ジュリア・ルイス＝ドレイファス | ノミネート |
| サンディエゴ映画批評家協会賞     | 助演男優賞                              | ジェームズ・ガンドルフィーニ   | ノミネート |
| サンディエゴ映画批評家協会賞     | 脚本賞                                  | ニコール・ホロフセナー         | ノミネート |
| サテライト賞                     | 主演女優賞                              | ジュリア・ルイス＝ドレイファス | ノミネート |
| サテライト賞                     | オリジナル脚本賞                        | ニコール・ホロフセナー         | ノミネート |
| ワシントンD.C.映画批評家協会賞   | 助演男優賞                              | ジェームズ・ガンドルフィーニ   | ノミネート |
| ワシントンD.C.映画批評家協会賞   | 脚本賞                                  | ニコール・ホロフセナー         | ノミネート |
| セントルイス映画批評家協会賞     | 脚本賞                                  | ニコール・ホロフセナー         | ノミネート |
| ヒューストン映画批評家協会賞     | 助演男優賞                              | ジェームズ・ガンドルフィーニ   | ノミネート |